# ボブ・マーリー&ザ・ウェイラーズ
ボブ・マーリー&ザ・ウェイラーズ (Bob Marley & The Wailers) は、ボブ・マーリーを中心としたジャマイカのレゲエバンドである。
1963年にピーター・トッシュ、マーリー、バニー・ウェイラーの3人でザ・ウェイラーズを結成。1974年にウェイラーとトッシュが脱退した後、バンド名をボブ・マーリー&ザ・ウェイラーズに改め、新たなメンバーでツアー活動を開始。ドラムスのカールトンとベースのアストンによるバレット兄弟はリー・ペリーのバンド、アップセッターズでもプレイする傍ら、1969年からウェイラーズに参加していた 。

## 編成
ボブ・マーリー&ザ・ウェイラーズは、マーリーがギターとリード・ボーカル、ソングライティングを担当し、バレット兄弟、ジュニア・マーヴィン、アル・アンダーソン、アール・ワイヤ・リンド、タイロン・ダウニー、アルヴィン・パターソンによるウェイラーズ・バンドがバッキングバンドを、マーリーの妻であるリタ・マーリー、ジュディ・モワット、マーシャ・グリフィスによるI・スリーズがコーラスを担当していた。